# 2012년 하계 올림픽 태권도
제30회 하계 올림픽 태권도 경기는 2012년 8월 8일부터 8월 11일까지 영국 엑셀 런던에서 열렸다. 남자와 여자 각 네 체급으로 나뉘어 진행된 이 대회에는 남여 각 64명 총 128명의 선수가 참가했다. 당시 퇴출 위기에 몰렸던  태권도는 전자 호구 사용, 비디오 판독 요청, 경기장 축소 및 공격 득점 세분화 등 많은 변화가 있었다.. 태권도 종조국인 대한민국은 금1 은1을 따며 사상 최악의 성적표를 받았고, 가봉선수 안소니 오바메가 가봉 최초 메달을 획득하였다.
그리고 세르비아 선수 밀리차 만다치가 세르비아 최초 금메달을 획득하였다.

## 세부 종목
2012년 하계 올림픽 태권도의 세부 종목은 아래와 같다.
| - 여자 - 49kg - 57kg - 67kg - +67kg | - 남자 - 58kg - 68kg - 80kg - +80kg |

## 일정
|  |  |  |  |  |  |  |  |  |  |  |  |  |  |  | 2 | 2 | 2 | 2 |  |

|  | 결선 |

## 경기장

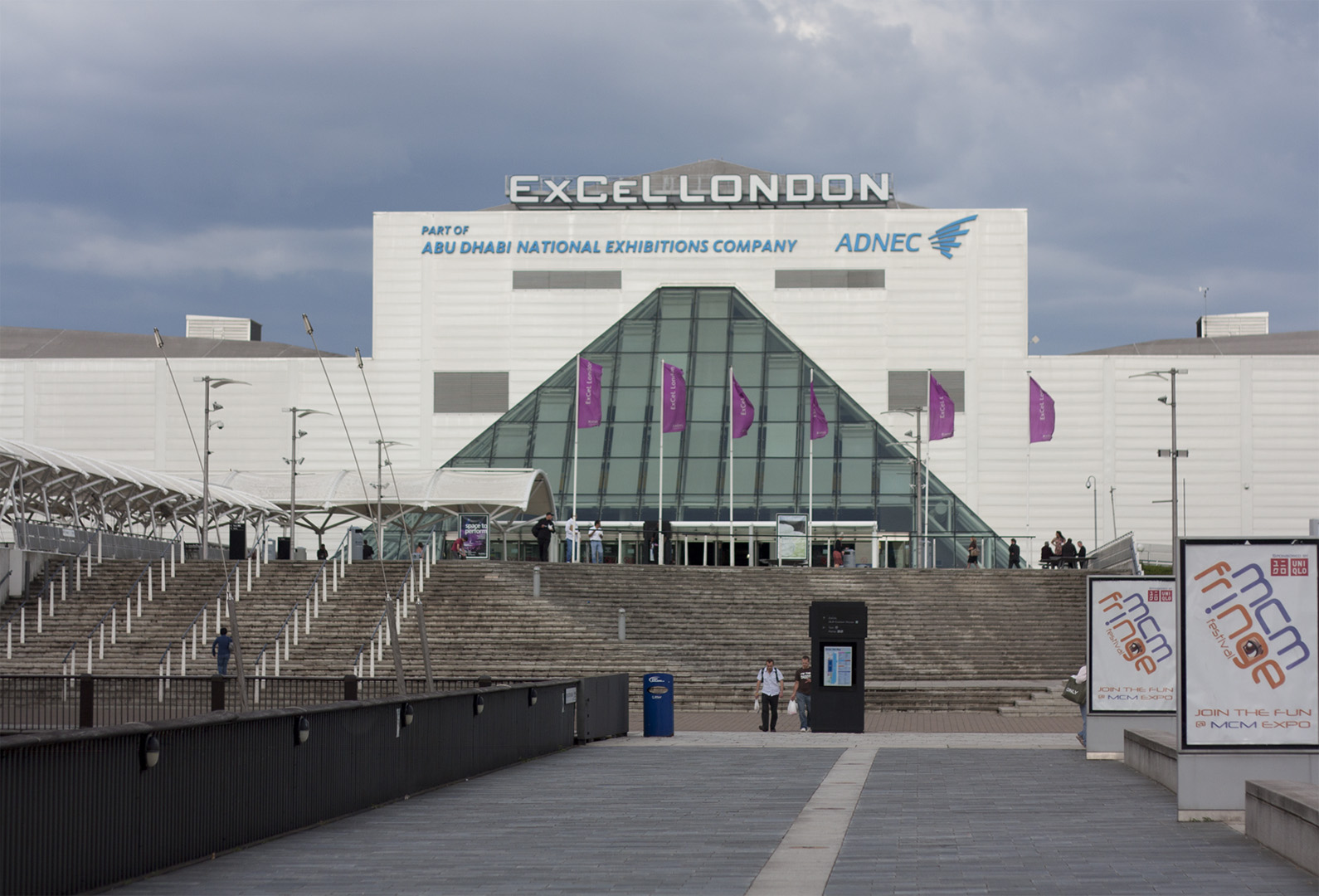
엑셀 런던 경기장

양궁 경기는 개최 도시인 런던에 있는 엑셀 런던에서 열렸다. 엑셀 런던 경기장은 테권도 이외에도  레슬링, 복싱, 역도, 유도, 탁구, 펜싱 경기를 진행했다.
| 도시          | 경기장                   |
| ------------- | ------------------------ |
| 런던 (London) | 엑셀 런던 (ExCeL London) |

## 참가국가
63개국 128명의 선수들이 런던 올림픽 태권도를 참가하였다. 한국, 이집트, 멕시코, 러시아, 미국, 영국 만이 4명의 선수들을 출전하였다.
| - 아프가니스탄 (2) - 알제리 (1) - 아르헨티나 (2) - 아르메니아 (1) - 오스트레일리아 (2) - 아제르바이잔 (2) - 브라질 (2) - 중앙아프리카 공화국 (2) - 캄보디아 (1) - 캐나다 (3) - 칠레 (1) - 중화인민공화국 (3) - 코트디부아르 (1) - 콜롬비아 (1) - 코스타리카 (1) - 크로아티아 (2) |  | - 쿠바 (3) - 도미니카 공화국 (1) - 이집트 (4) - 스페인 (3) - 핀란드 (1) - 프랑스 (2) - 가봉 (1) - 영국 (4) - 독일 (2) - 그리스 (1) - 그레나다 (1) - 과테말라 (1) - 이란 (3) - 이탈리아 (2) - 자메이카 (1) - 요르단 (3) |  | - 일본 (2) - 카자흐스탄 (3) - 키르기스스탄 (1) - 대한민국 (4) - 레바논 (1) - 모로코 (3) - 멕시코 (4) - 말리 (1) - 네덜란드 (1) - 나이지리아 (2) - 뉴질랜드 (3) - 파나마 (1) - 페루 (1) - 파푸아뉴기니 (1) - 폴란드 (1) - 러시아 (4) |  | - 사모아 (2) - 세네갈 (1) - 슬로베니아 (3) - 세르비아 (3) - 스웨덴 (2) - 태국 (3) - 타지키스탄 (2) - 중화 타이베이 (3) - 튀니지 (1) - 튀르키예 (3) - 우크라이나 (2) - 미국 (4) - 우즈베키스탄 (3) - 베트남 (2) - 예멘 (1) |

## 메달 집계
| 순위 | 국가           | 금메달 | 은메달 | 동메달 | 합계 |
| ---- | -------------- | ------ | ------ | ------ | ---- |
| 1    | 스페인         | 1      | 2      | 0      | 3    |
| 2    | 중화인민공화국 | 1      | 1      | 1      | 3    |
| 3    | 대한민국       | 1      | 1      | 0      | 2    |
| 3    | 튀르키예       | 1      | 1      | 0      | 2    |
| 5    | 영국           | 1      | 0      | 1      | 2    |
| 5    | 이탈리아       | 1      | 0      | 1      | 2    |
| 7    | 아르헨티나     | 1      | 0      | 0      | 1    |
| 7    | 세르비아       | 1      | 0      | 0      | 1    |
| 9    | 프랑스         | 0      | 1      | 1      | 2    |
| 10   | 가봉           | 0      | 1      | 0      | 1    |
| 10   | 이란           | 0      | 1      | 0      | 1    |
| 12   | 러시아         | 0      | 0      | 2      | 2    |
| 12   | 미국           | 0      | 0      | 2      | 2    |
| 14   | 아프가니스탄   | 0      | 0      | 1      | 1    |
| 14   | 콜롬비아       | 0      | 0      | 1      | 1    |
| 14   | 크로아티아     | 0      | 0      | 1      | 1    |
| 14   | 쿠바           | 0      | 0      | 1      | 1    |
| 14   | 독일           | 0      | 0      | 1      | 1    |
| 14   | 멕시코         | 0      | 0      | 1      | 1    |
| 14   | 중화 타이베이  | 0      | 0      | 1      | 1    |
| 14   | 태국           | 0      | 0      | 1      | 1    |
| 합계 | 합계           | 8      | 8      | 16     | 32   |

### 메달리스트
| 종목                | 금                                   | 은                              | 동                                 |
| ------------------- | ------------------------------------ | ------------------------------- | ---------------------------------- |
| 남자 58kg급 자세히  | 호엘 곤살레스 · 스페인               | 이대훈 · 대한민국               | 알렉세이 데니센코 · 러시아         |
| 남자 58kg급 자세히  | 호엘 곤살레스 · 스페인               | 이대훈 · 대한민국               | 오스카르 무뇨스 · 콜롬비아         |
| 남자 68kg급 자세히  | 세르베트 타제귈 · 튀르키예           | 모함마드 바게리 모타메드 · 이란 | 테런스 제닝스 · 미국               |
| 남자 68kg급 자세히  | 세르베트 타제귈 · 튀르키예           | 모함마드 바게리 모타메드 · 이란 | 로훌라 니크파이 · 아프가니스탄     |
| 남자 80kg급 자세히  | 세바스티안 크리스마니치 · 아르헨티나 | 니콜라스 가르시아 · 스페인      | 마우로 사르미엔토 · 이탈리아       |
| 남자 80kg급 자세히  | 세바스티안 크리스마니치 · 아르헨티나 | 니콜라스 가르시아 · 스페인      | 루탈로 무하마드 · 영국             |
| 남자 +80kg급 자세히 | 카를로 몰페타 · 이탈리아             | 앙토니 오바메 · 가봉            | 로벨리스 데스파이네 · 쿠바         |
| 남자 +80kg급 자세히 | 카를로 몰페타 · 이탈리아             | 앙토니 오바메 · 가봉            | 류샤오보 · 중화인민공화국          |
| 여자 49kg급 자세히  | 우징위 · 중화인민공화국              | 브리히테 야궤 · 스페인          | 차나팁 손캄 · 태국                 |
| 여자 49kg급 자세히  | 우징위 · 중화인민공화국              | 브리히테 야궤 · 스페인          | 루치야 자니노비치 · 크로아티아     |
| 여자 57kg급 자세히  | 제이드 존스 · 영국                   | 허우위줘 · 중화인민공화국       | 말렌 하누아 · 프랑스               |
| 여자 57kg급 자세히  | 제이드 존스 · 영국                   | 허우위줘 · 중화인민공화국       | 쩡리청 · 중화 타이베이             |
| 여자 67kg급 자세히  | 황경선 · 대한민국                    | 누르 타타르 · 튀르키예          | 페이지 맥퍼슨 · 미국               |
| 여자 67kg급 자세히  | 황경선 · 대한민국                    | 누르 타타르 · 튀르키예          | 헬레나 프롬 · 독일                 |
| 여자 +67kg급 자세히 | 밀리차 만디치 · 세르비아             | 안카롤린 그라프 · 프랑스        | 아나스타시야 바리시니코바 · 러시아 |
| 여자 +67kg급 자세히 | 밀리차 만디치 · 세르비아             | 안카롤린 그라프 · 프랑스        | 마리아 에스피노사 · 멕시코         |